# 乙烯基乙醚
乙烯基乙醚，分子式C4H8O。无色、具醚气味的易燃液体。化学性质活泼，液相和气相时易聚合，工业品中常加有阻聚剂以防止聚合。微溶于水。对中枢神经有麻痹作用。

## 制备
由乙炔与乙醇在氢氧化钾催化下加压反应得到。
{\displaystyle \ HC\!\equiv \!CH+C_{2}H_{5}OH\ {\xrightarrow[{140\!-\!150^{o}C}]{KOH,\ C_{2}H_{5}OH}}\ H_{2}C\!=\!CHOC_{2}H_{5}}

## 用途
乙烯基乙醚其烯基端具強反應性，因此可作為共聚物单体合成聚烯醇醚，其聚合反應往往由如三氟化硼等路易斯酸引發。乙烯基乙醚也作為有机合成原料，在催化量酸存在下，能加成至醇上形成縮醛，其作用而如二氢吡喃對於醇的加成的目的相同——保護醇，反應式如下：{\displaystyle {\ce {EtOCH=CH2 + ROH -> EtOCH(OR)CH3}}}
乙烯基乙醚亦可用于制取药物磺胺嘧啶、香料和润滑油添加剂等。